# Hemeroblemma matrona
Hemeroblemma matrona là một loài bướm đêm trong họ Erebidae.